# Erik XIV. Švedski
Erik XIV. Vasa (švedsko Erik XIV, finsko Eerik XIV) je bil od leta 1560 do odstavitve leta 1568 kralj Švedske, * 13. december 1533, Tre Kronor (grad), Stockholm, † 26. februar 1577, Örbyhuški grad, Örbyhus
Bil je najstarejši sin kralja Gustava I. in Katarine Saxe-Lauenbuške. Po osvojitvi Estonije je bil od leta 1561 tudi kralj Estonije.
Bil je inteligenten, politično ambiciozen in umetniško nadarjen vladar, vendar je že na začetku vladanja  začel kazati znake duševne neuravnovešenosti, ki se je končala z blaznostjo. Nekateri znanstveniki trdijo, da se je njegova bolezen začela že na začetku vladanja, drugi pa trdijo, da je povezana z morilci iz vplivne družine Sture iz Uppsale.
Erik je bil po odstavitvi aretiran in najverjetneje umorjen. Preiskave njegovih posmrtnih ostankov leta 1958 so potrdile, da je bil verjetno zastrupljen z arzenikom.

## Mladost
Erik XIV. je bil rojen v gradu Tri krone 13. decembra 1533. Mati mu je umrla, ko je bil star manj kot dve leti. Oče Gustav Vasa se je leta 1536 poročil s švedsko plemkinjo Margareto Leijonhufvud.
Erikov prvi učitelj je bil učen Nemec Georg Norman, katerega usluge so kmalu zatem potrebovali po celi Švedski. Normana je zamenjal francoski kalvinist Dionizij Beurraeus, ki je poučeval tudi Erikovega brata Ivana. Erik je bil zelo uspešen pri učenju tujih jezikov in matematike. Bil je dobro seznanjen z zgodovino in astrologijo in bil dober pisec.
Ko se je začel pojavljati v javnosti, so ga imenovali "izbrani kralj" (švedsko utvald konung). Po predstavitvi v parlamentu v Stockholmu leta 1560 je dobil naziv "dedni kralj" (švedsko arvkonung). Leta 1557 je dobil v fevd Kalmar, Kronoberg in  Öland. Za svojo rezidenco je izbral Kalmar.
Erik se je proti očetovi volji nameraval  poročiti z bodočo angleško kraljico Elizabeto I.  Za roko jo je prosil več let, zato so se napetosti med njim in očetom stopnjevale. Erik se je brez uspeha poskušal poročiti tudi z Marijo Škotsko, Renato Lorensko, Ano Saško in Kristino Hessensko. 

## Vladanje
Erik je za očetovo smrt izvedel, ko je nameraval odpluti v Anglijo zaprosit za roko kraljico Elizabeto I. Vrnil se je v Stockholm in sklical parlament (Riksdag), ki se je sestal v Arbogi 15. aprila 1561. Na skupščini je sprejel tako imenovane "Arboške člene", ki so zelo omejili oblast kraljevskih knezov Ivana in Karla v njunih provincah, in bil kronan za Erika XIV., kar ne pomeni, da je bil štirinajsti švedski kralj z imenom Erik. On in brat Karel sta privzela zaporedni številki po delno izmišljeni Zgodovini Švedske Johannesa Magnusa. Pred njim je bilo kljub temu najmanj šest švedskih kraljev in kandidatov z imenom Erik, o katerih je zelo malo znanega.
Erik je od samega začetka vladanja kljuboval švedskemu plemstvu. Za svojega zaupnega svetovalca je izbral Görana Perssona, ki je  med vladanjem Erikovega očeta komaj ušel usmrtitvi. Tudi Persson je kljuboval plemstvu in bil odločen nasprotnik Erikovega polbrata, kasnejšega kralja Ivana III. Švedskega. Ivan je bil vojvoda Finske in bil v nasprotju z Erikovimi željami poročen s poljsko princeso Katarino Jagelo. Zaradi nje je prijateljeval s Poljsko in  nasprotoval švedski ekspanzionistični politiki v Livoniji (sedanja Estonija in Latvija). Kršitev Arboških členov je privedlo do sporov med bratoma. Leta 1563 je Erik poslal na Finsko vojsko, ki je Ivana aretirala in ga na njegov ukaz sodila zaradi veleizdaje.
Za razliko od svojega očeta, ki je bil zadovoljen z vladanjem v neodvisni državi, je Eric poskušali razširiti svoj vpliv v baltski regiji in v Estoniji in začel proces, s katerim je Švedska sredi 17. stoletja postala evropska velesila. Erikov ekspanzionizem je povzročil spopad z bratrancem, kraljem Friderikom II. Danskim. Večino Erikove vladavine sta zaznamovali livonska vojna in skandinavska sedemletna vojna z Dansko, v kateri je uspešno odbil večino danskih  osvajalskih poskusov, svojih osvojitev pa ni uspel obdržati.
Po letu 1563 se je njegova neprištevnost začela stopnjevati. Njegovo vladanje je postajalo vedno bolj sporno in nasilno. Njegova sumničavost se je s plemstva prenesla na plemiško družino Sture, na čelu katere je bil  Svante Stensson Sture, poročen z Gustavovo svakinjo. Obtožbe proti družini Sture so se začele leta 1566 z obtožbo Svantejevega sina Nilsa za izdajo. Namesto da bi Nilsa kaznoval, ga je poslal v Loreno, domnevno zato, da bi se dodovoril za Erikovo poroko s princeso Renato. Erik se je kljub tamu odločil za poroko s svojo priležnico Karin Månsdotter. Po Nilsovi vrnitvi leta 1567 je zaradi suma veleizdaje ubil več članov njegove družine v tako imenovanih sturskih umorih. Erik je sam zabodel  Nilsa Svantessona Stureja. Uboje je štel za usmrtitve in ne za umore.

## Padec
Po umorih članov družine Sture so Ivana vrgli v ječo, Erikovi spori s plemstvom pa so dosegli vrhunec. Zgleda, da se je na začetku leta 1568   Erikov um nekoliko opomogel.  Poskušal se je pobotati z Ivanom in dosegel, da je Ivan priznal njegovo poroko s Karin Månsdotter. Julija 1568 je bila svečana Erikova poroka in Karinino kronanje za švedsko kraljico. Njunega mladoletnega sina Gustava so razglasili za kronskega princa.
V jeseni 1568 se je švedsko plemstvo temu uprlo. Erika so po nekaj dneh upiranja zaprli, 30. septembra pa je oblast v kraljestvu prevzel njegov brat Ivan. velik del krivde za dejanja zoper plemstvo med Erikovim vladanjem  so pripisali Jöranu Perssonu. Kmalu po Erikovi aretaciji so Perssona smrtili. Riksdag je februarja 1569 Erika uradno odstavil s švedskega prestola.
V naslednjih sedmih letih je bil nekdanji kralj  vir strahu v novi vladi.  V kraljestvu so bili trije upori, v katerih so ga nameravali osvoboditi, zato so ga selili po več gradovih Švedskem in Finskem. Umrl je v zaporu v dvorcu Örbyhus. Po izročilu, ki se je začelo z Johannesom Messeniusom, je bil njegov zadnji obrok skleda zastrupljene grahove juhe. Dokument, ki sta ga podpisala brat Ivan III. Švedski in plemič Bengt Bengtsson Gylta, vsebuje ukaz Erikovim stražarjem, da zastrupijo Erika in vse, ki bi mu pomagali pobegniti. Sodobna forenzična analiza Erikovih posmrtnih ostankov je dokazala zastrupitev z arzenikom.

## Družina
Erik je imel pred poroko več razmerij. Z Agdo Agdo Persdotter je imel štiri hčerke, med njimi:
- Virginijo Eriksdotter (1559–1633)
- Konstancijo Eriksdotter (1560–1649)
- Lukrecijo Eriksdotter (1564–po 1574), umrla v mladosti

S Karin Jacobsdotter je imel neimenovanega otroka, ki je umrl aprila 1565.
S Karin Månsdotter, s katero se je poročil 4. julija 1568, je imel 
- Sigrid (1566–1633), rojeno pred poroko, poročeno z dvema plemičema
- Gustava (1568–1607), rojenega pred poroko, najemnika
- Henrika (1570–1574)
- Arnolda (1572–1573)